# Glenea puella
Glenea puella é uma espécie de escaravelho da família Cerambycidae. Foi descrita por Chevrolat em 1858.

## Subespecie
- Glenea puella assimilis Jordânia, 1894
- Glenea puella puella Chevrolat, 1858